# يوكي سوزوكي
يوكي سوزوكي (29 مايو 1997 - ) هو لاعب كرة طائرة ياباني.

## وصلات خارجية
- يوكي سوزوكي على موقع الدوري الياباني (رجال) (اليابانية)